# Donner Valley
Das Donner Valley ist ein kleines, hauptsächlich eisfreies Tal im ostantarktischen Viktorialand. Es liegt nordnordöstlich des Mount Thundergut.
Das New Zealand Antarctic Place-Names Committee benannte das Tal in Anlehnung an die Benennung des Mount Thundergut nach dem deutschen Wort Donner für das englische Äquivalent thunder.